# Sikam Happi V
Sa Majesté Sikam Happi V est le roi des Bana. Il est intronisé comme successeur en 2003 du fon Konchipe Happi IV,.

## Biographie

### Enfance, éducation et débuts
Sikam Happi V est arrivé sur le trône des Bana au décès de son père. Il est alors âgé de 17 ans.

### Fonctions
Il est chef de 1er degré, la plus haute hiérarchie de chef traditionnel au Cameroun.
Il assume le rôle de gardien de la collection des objets cultuels et culturels du royaume.
Il reçoit en audience et ennoblit.
Il promeut le rassemblement des sujets du royaume.